# Ostravar Aréna
Ostravar Aréna (dříve známa jako ČEZ Aréna a ještě předtím coby Palác kultury a sportu) je multifunkční hala v Ostravě, na katastru místní části Zábřeh v městském obvodu Ostrava-Jih. Dokončena byla v roce 1986. Od roku 2004 nesla název ČEZ Aréna, pak se dočasně jmenovala Ostrava Aréna. Po dohodě s pivovarem Ostravar se aréna jmenuje Ostravar Aréna. Jedná se o domovský stadion extraligového hokejového klubu HC Vítkovice Ridera. Kapacita hledišť je 9833 míst na sezení, pro MS v hokeji je maximální kapacita 9109 míst. Pořádají se zde různé sportovní a kulturní akce, mistrovství Evropy i mistrovství světa.

## Historie

### Výstavba
Autorem brutalistního projektu stavby byl Ing. arch. Vladimír Dedeček, který mj. projektoval Vysokou školu zemědělskou v Nitře a Slovenský národní archiv v Bratislavě, autorsky se podílel na projektech výstavby řady vysokoškolských areálů. Práci na projektu Paláce kultury a sportu zahájil v roce 1974 a dokončil ji v roce 1976. V témže roce započala demolice domů podél Ruské ulice na rozhraní Vítkovic a Zábřehu nad Odrou. Jako značná část Ostravy, i toto území bylo částečně poddolováno, proto bylo použito osvědčené koncepce a hala tak stojí na kompaktní železobetonové desce. Obdobný postup byl použit pro výstavbu Nové radnice. Slavnostní otevření se konalo v roce 1986, do plného provozu byla stavba dána v roce 1988. Ve své době se jednalo o největší a nejmodernější halu v Evropě. Spolu s halou byl postaven také hotel Atom (dnes hotel Clarion); náklady na dokončení obou budov dosáhly 300 milionů Kčs.

### Provoz
Mezi roky 2003 až 2004 proběhla přestavba, která stála 690 milionů korun. Slavnostně byla znovuotevřena 6. dubna 2004 koncertem José Carrerase. Stadion byl po rekonstrukci přejmenován díky sponzorství energetické firmy ČEZ na název ČEZ Aréna. Další rekonstrukce proběhla v roce 2012, kdy došlo k výměně sedaček a k výstavbě 4 rohových zasunovacích tribun. Název ČEZ Aréna byl zrušen 1. července 2015 v souvislosti s ukončením sponzorství. V období od července 2015 až do začátku roku 2016 se hala dočasně jmenovala Ostrava Aréna. Od začátku roku 2016 se hala nazývá podle nového sponzora, a to pivovaru Ostravar. Maximální kapacita arény je 11 000 míst.
Před Mistrovstvím světa v ledním hokeji 2015 byla navíc nainstalována multimediální kostka a vyměněno osvětlení.
V roce 2016 byla poblíž tohoto stadionu postavena zastřešená Atletická hala Vítkovice.

## Mistrovství světa v ledním hokeji 2024
V roce 2024 v Česku proběhlo mistrovství světa v ledním hokeji, turnaj se odehrál ve dvou městech a to v Praze (O2 Arena Praha) a v Ostravě (Ostravar Arena).
V Ostravě se hrála skupina B.

## Proběhnuvší akce

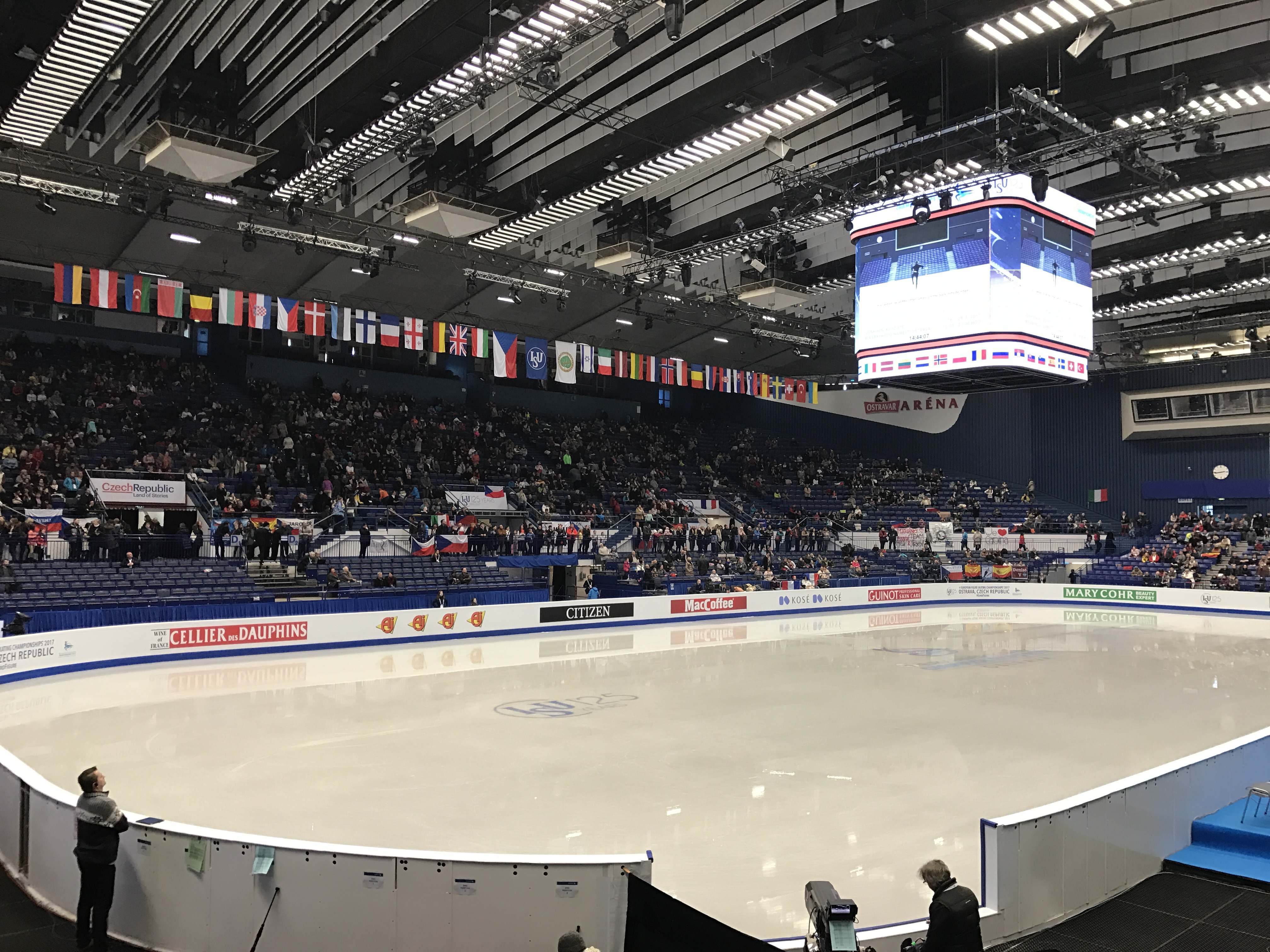
Interiér Ostravar Arény během Mistrovství Evropy v krasobruslení 2017

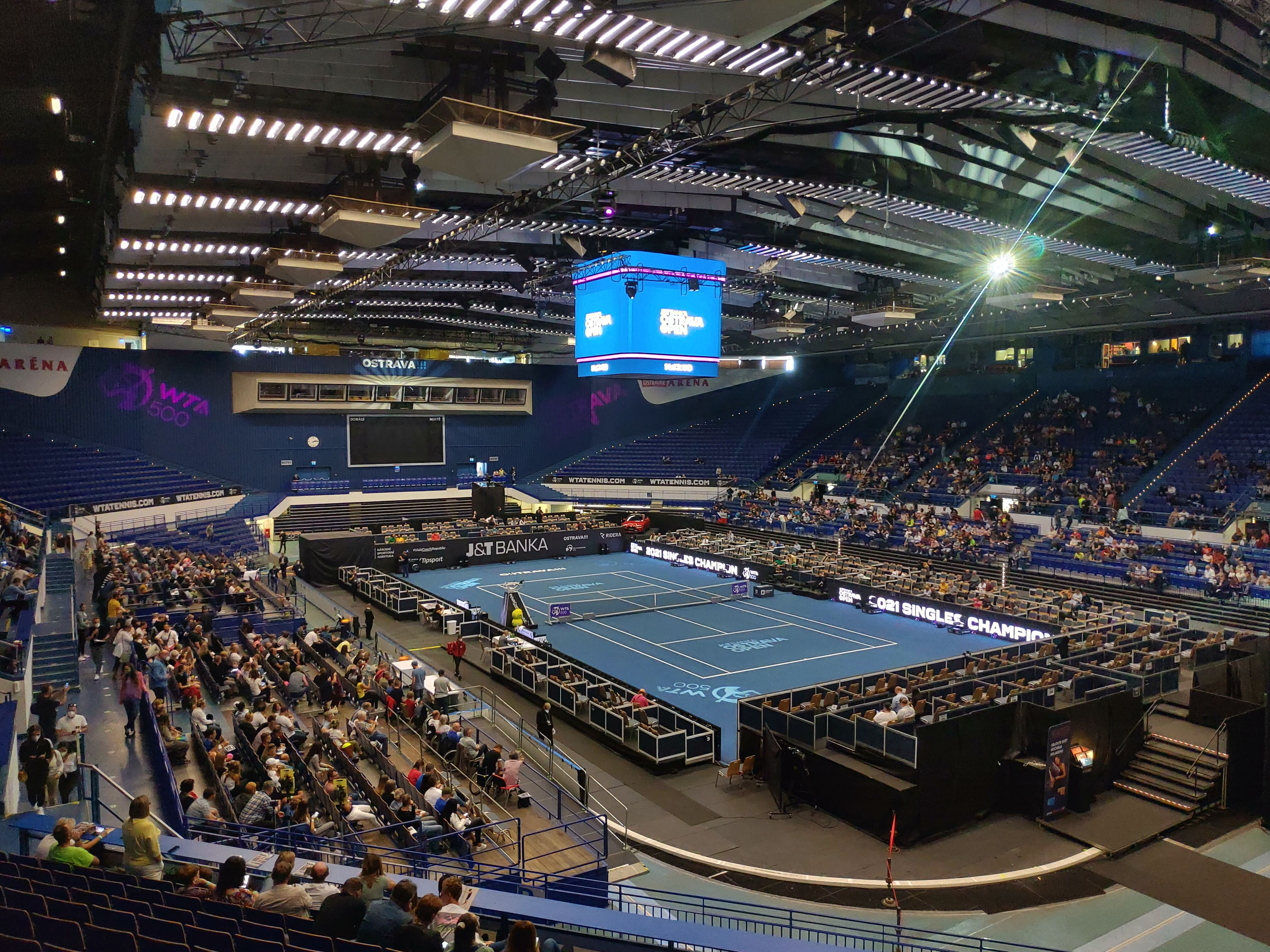
Centrální dvorec během tenisového turnaje žen J&T Banka Ostrava Open 2021

V hale proběhlo mnoho sportovních, kulturních a jiných akcí, z nichž lze jmenovat:
- Sportovní akce
  - MS ve volejbalu žen 1986
  - MS ve vzpírání 1987
  - ME v kulturistice 1992
  - MS juniorů v krasobruslení 2003
  - MS juniorů v latinskoamerických tancích 2004
  - MS v ledním hokeji 2004
  - MS v latinskoamerických tancích 2005
  - ME v soutěži teamgym 2006
  - MS v kulturistice mužů 2006
  - NOKIA Gladiator Games (Free Style Motocross) 2007, 2008
  - FIM Mistrovství světa ve Freestyle Motocrossu 2009, 2010
  - utkání českého daviscupového a fedcupového týmu
  - MS ve florbale mužů 2008
  - MS ve florbale žen 2013 a 2025
  - MS v ledním hokeji 2015
  - ME v krasobruslení 2017
  - Mistrovství světa v Para hokeji 2019
  - Ostrava Open – 2020, 2021, 2022
  - Mistrovství světa v Para hokeji 2021
  - Superfinále florbalu 2018, 2019
  - MS v ledním hokeji 2024
- Kulturní akce
  - Aerosmith
  - Babymetal
  - Black Sabbath
  - José Carreras
  - Joe Cocker
  - Alice Cooper
  - David Copperfield
  - Čechomor
  - Deep Purple
  - Děti Ráje
  - Bob Dylan
  - Elán
  - Karel Gott
  - Julio Iglesias
  - Iron Maiden
  - Jethro Tull
  - Judas Priest
  - Kabát
  - Kiss
  - koRn
  - Lord Of The Dance
  - Lordi
  - Lucie
  - Manowar
  - Mirai
  - Rammstein
  - Sabaton
  - Slipknot
  - Slza (Holomráz tour 2018)
  - Scorpions
  - Slayer
  - Sting
  - Serj Tankian
  - Pavol Habera a TEAM
  - Uriah Heep
  - Armin van Buuren
  - Marek Ztracený
- Ostatní akce
  - Investment forum 2002
  - lední revue Holiday On Ice
  - muzikály na ledě Mrazík, Romeo a Julie
  - Rodeo show
  - výstava Motoršou
  - Vánoční trhy
  - zaříkávač koní Monty Roberts
  - Megakoncert Rádia Čas

## Současnost a budoucnost
Ačkoliv je hala ceněna svou architektonickou výjimečností ve střední Evropě, technický stav haly není plně vyhovující, provoz je extrémně drahý a hala je nerentabilní kvůli celodenním způsobem využívání v režimu "Zimního stadionu", což omezuje častější komerční využití. Další nedostatky haly jsou nedostatečné doplňkové služby pro návštevníky (bufety, toalety, šatny, úschovny, obchody).
Město Ostrava si vypracovala s pomocí německé společnosti IFS (Institute for Sport Facilities) 3 návrhy.  Z nich byly 2 návrhy zamítnuty:
- Demolice arény a postavení nové multifunkční arény - 6 až 10 mld. Kč: Demolicí by ale Ostrava přišla o architektonickou dominantu města a minimálně na tři roky by se situace zkomplikovala sportovcům.

- Kompletní rekonstrukce arény - 2,5 až 3 mld. Kč: Zde by sportovci nemohli využívát arénu minimalně na 2 roky. Studie pracovala s několika možnými variantami vzhledu přestavěné arény, z nichž ale některé nebyly přijatelné pro držitele autorských práv po původním architektu Vladimíru Dědečkovi, který halu navrhl.

Město se proto rozhodlo, že postaví novou halu pro lední sporty s kapacitou okolo 6-7 tísíc diváků naproti Ostravar Aréně. Náklady odhaduje na 1,2 miliardy korun. Dalších až 1,1 miliardy korun by investovalo do záchovné opravy a renovace Ostravar arény. Hala by tedy fungovala bez stabilní ledové plochy.